# العلاقات الإكوادورية البيلاروسية
العلاقات الإكوادورية البيلاروسية هي العلاقات الثنائية التي تجمع بين الإكوادور وروسيا البيضاء.

## مقارنة بين البلدين
هذه مقارنة عامة ومرجعية للدولتين:
| وجه المقارنة                                              | الإكوادور                      | روسيا البيضاء                    |
| --------------------------------------------------------- | ------------------------------ | -------------------------------- |
| المساحة (كم2)                                             | 283.56 ألف                     | 207.60 ألف                       |
| عدد السكان (نسمة)                                         | 16.62 مليون                    | 9.50 مليون                       |
| الكثافة السكانية (ن./كم²)                                 | 58.61                          | 45.76                            |
| العاصمة                                                   | كيتو                           | مينسك                            |
| اللغة الرسمية                                             | اللغة الإسبانية، كيشوا ‏، شوار ‏ | اللغة البيلاروسية، اللغة الروسية |
| العملة                                                    | دولار أمريكي، سوكري إكوادوري   | روبل بلاروسي                     |
| الناتج المحلي الإجمالي (بليون دولار)                      | 103.06 مليار                   | 54.44 مليار                      |
| الناتج المحلي الإجمالي (تعادل القوة الشرائية) بليون دولار | 185.24 مليار                   | 168.35 مليار                     |
| الناتج المحلي الإجمالي الاسمي للفرد دولار أمريكي          | 6.21 ألف                       | 5.74 ألف                         |
| الناتج المحلي الإجمالي للفرد دولار أمريكي                 | 11.37 ألف                      | 18.18 ألف                        |
| مؤشر التنمية البشرية                                      | 0.746                          | 0.798                            |
| رمز المكالمات الدولي                                      | +593                           | +375                             |
| رمز الإنترنت                                              | .ec                            | .by، .бел                        |
| المنطقة الزمنية                                           | 00                             | ت ع م+03:00                      |

## منظمات دولية مشتركة
يشترك البلدان في عضوية مجموعة من المنظمات الدولية، منها:
| علم المنظمة | اسم المنظمة                        | تاريخ انضمام الإكوادور | تاريخ انضمام روسيا البيضاء |
| ----------- | ---------------------------------- | ---------------------- | -------------------------- |
|             | مؤسسة التمويل الدولية              | 20 يوليو 1956          | 2 نوفمبر 1992              |
|             | منظمة حظر الأسلحة الكيميائية       | ?                      | ?                          |
|             | الأمم المتحدة                      | 21 ديسمبر 1945         | 24 أكتوبر 1945             |
|             | الاتحاد الدولي للاتصالات           | 17 أبريل 1920          | 7 مايو 1947                |
|             | منظمة الشرطة الجنائية الدولية      | ?                      | ?                          |
|             | البنك الدولي للإنشاء والتعمير      | 28 ديسمبر 1945         | 10 يوليو 1992              |
|             | الاتحاد البريدي العالمي            | ?                      | ?                          |
|             | وكالة ضمان الاستثمار متعدد الأطراف | 12 أبريل 1988          | 3 ديسمبر 1992              |
|             | يونسكو                             | 22 يناير 1947          | 12 مايو 1954               |

## وصلات خارجية
- موقع وزارة الخارجية الإكوادورية
- موقع وزارة الخارجية البيلاروسية